# Intervencionisme
S'entén en un sentit ampli per intervencionisme a l'acció de l'administració pública encaminada a regular l'activitat d'un altre àmbit públic o privat, fixant normes o realitzant activitats en substitució d'aquell. En un sentit estricte el terme al·ludeix a un conjunt d'accions que disminueixen notablement l'autonomia de l'intervingut, però el terme és més utilitzat en el terreny econòmic com l'afectació de l'activitat econòmica per l'Estat.

## Economia
Segons els graus, l'intervencionisme econòmic és millor o pitjor valorat per diferents pensaments polítics. Així, mentre els liberals consideren que el paper de l'Estat en l'economia ha de ser el menor possible perquè s'ha demostrat que el sector públic tendeix a protegir de forma artificial les indústries i serveis que controla, distorsionant el mercat, el socialisme consideren que en determinades circumstàncies ha de ser precisament l'Estat qui desenvolupi certes activitats econòmiques que, en mans de particulars, condicionaria de forma exagerada l'economia d'un país i deixarien a desemparament dels drets de la majoria. Això no s'aplica al socialisme llibertari, que també s'oposa a la intervenció de l'Estat.
En ambdós corrents de pensament en l'actualitat, l'activitat econòmica de l'Estat que arriba al punt de controlar la totalitat o bona part de l'economia d'un país es considera rebutjable i no se l'anomena intervencionisme, sinó economia planificada.